# The 1st Chapter
The 1st Chapter è l'album Progressive metal d'esordio del gruppo norvegese Circus Maximus. The 1st Chapter è stato pubblicato il 7 giugno, 2005 negli USA e il 14 maggio 2005 in Norvegia. Il tema principale di  The First Chapter riguarda "il viaggio" verso la  salvezza espresso attraverso i testi dell'album.
I testi della canzone "Glory of the Empire" fanno riferimento al film del 2000, Il Gladiatore.

## Tracce

### Edizione standard
1. Sin – 5:53 (testo: Michael Eriksen – musica: Mats Haugen, Truls Haugen, Glen Cato Møllen)
2. Alive – 5:38 (testo: Michael Eriksen – musica: Mats Haugen)
3. Glory of the Empire – 10:27 (testo: Michael Eriksen – musica: Mats Haugen, Espen Storø, Truls Haugen)
4. Biosfear – 5:22 (musica: Truls Haugen, Mats Haugen, Espen Storø)
5. Silence from Angels Above – 4:07 (Mats Haugen)
6. Why Am I Here – 6:05 (testo: Truls Haugen, Mats Haugen,Michael Eriksen – musica: Mats Haugen, Truls Haugen)
7. "The Prophecy – 6:44 (testo: Michael Eriksen, Mats Haugen – musica: Mats Haugen, Truls Haugen)
8. The 1st Chapter – 19:07 (testo: Truls Haugen, Mats Haugen, Michael Eriksen – musica: Espen Storø, Mats Haugen, Truls Haugen)

### Tracce bonus edizione europea
1. Haunted Dreams – 7:12

### Tracce bonus edizione USA
1. Imperial Destruction – 6:45 (testo: Mats Haugen, Michael Eriksen – musica: Mats Haugen, Truls Haugen, Espen Storø)

### Tracce bonus edizione giapponese
1. Marion – 6:12

## Formazione

### Gruppo
- Michael Eriksen - voce, chitarra
- Mats Haugen - chitarra
- Truls Haugen - batteria, cori
- Glen Cato Møllen - basso
- Espen Storø - tastiera

### Produzione
- Mixaggio: Tommy Hansen presso Jailhouse Studios
- Artwork: Mattias Noren / Progart Media
- Layout e logo: Claus Jensen / Intromental Design